# 花咲スポーツ公園

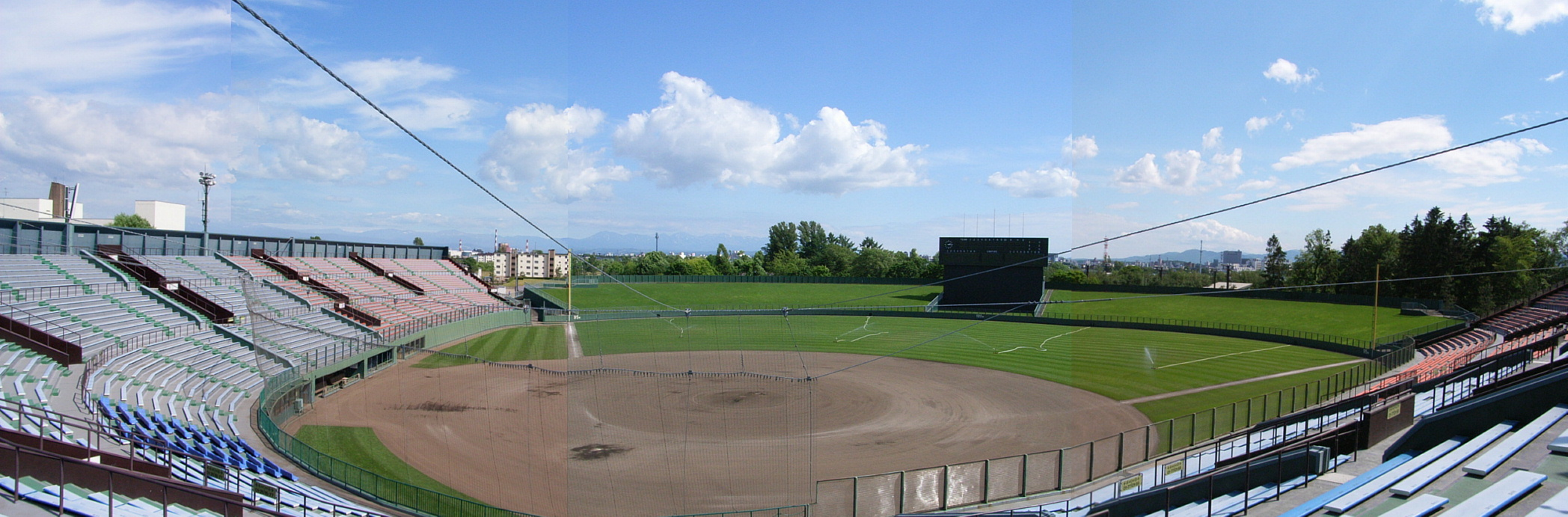
スタルヒン球場（2006年7月）

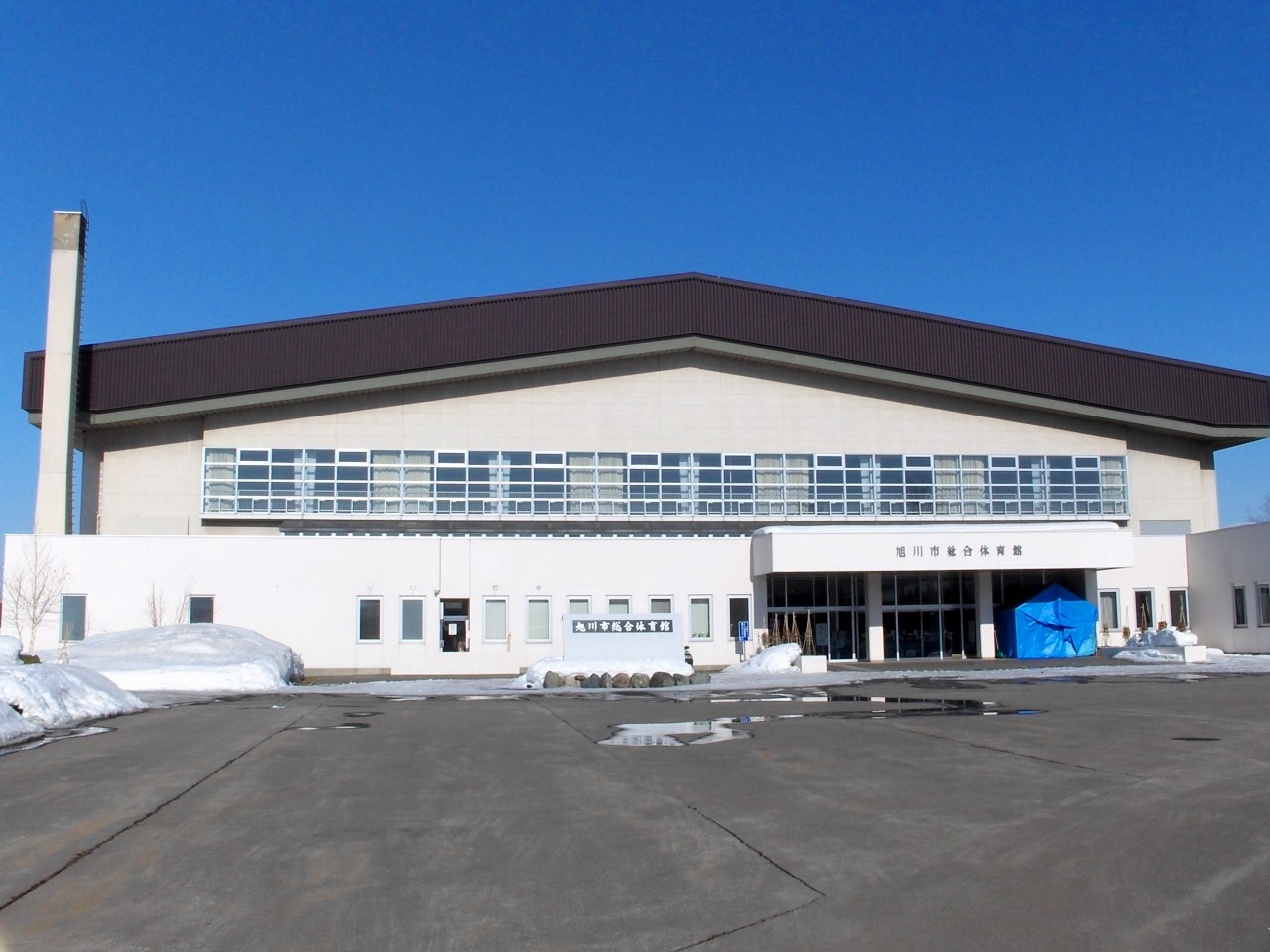
旭川市総合体育館（2007年）

花咲スポーツ公園（はなさきスポーツこうえん）は、北海道旭川市にある公園。公園内に旭川市公園緑地協会事務局がある。

## 歴史
1929年（昭和4年）に札幌税務監査局から一部用地買収、1936年（昭和11年）には大蔵省（当時）からも一部用地買収し、旭川市街軌道と一部用地交換して野球場、陸上競技場、プール、テニスコートなどの施設を建設、1941年（昭和16年）に「近文公園」（ちかぶみこうえん）として開設した。その後、施設の老朽化や市民の運動施設の要望に対応するため、1976年（昭和51年）から1980年（昭和55年）にかけて公園に隣接している旭川競馬場跡地を買収し、各種運動施設の整備を図った。
- 1981年（昭和56年）、馬場開場[4]。
- 1982年（昭和57年）、陸上競技場・総合体育館開場[5][6]。
- 1984年（昭和59年）、スタルヒン球場・洋弓場開場[7][8]。スケート場開場[9]。
- 1985年（昭和60年）、球技場・硬式テニスコート開場[9][10]。
- 1986年（昭和61年）、幼児・25mプール開設[11]。相撲場開場[12]。
- 1988年（昭和63年）、軟式テニスコート開場[10]。軟式野球場開場[13]。
- 1989年（平成元年）、和弓場（誠心館）開場[8]。50mプール開設[11]。
- 1991年（平成3年）、公園の名称を「花咲スポーツ公園」と改称。

## 施設
スタルヒン球場
陸上競技場
※日本陸上競技連盟第2種公認
総合体育館
球技場（冬季スケート場）
開設期間：4月20日から10月20日
面積：21,000m²
管理棟：事務室、役員記録室、選手控室、放送室、便所、電気設備室、機械設備室、会議室、更衣室（シャワー室）
倉庫：50m²
器具庫：24.63m²
グラウンド：クレー舗装（14,935m²）、ナイター設備6基
スケート場
開設期間：12月20日から2月末日（気象条件により変更あり）
スピードリンク（1周400m・幅13m・ダブルトラック）、フィギュアリンク50m×40m
スコアボード：高さ2.8m、長さ9m
収容人員：9,316人（メインスタンド1,316人)、芝生スタンド8,000人
馬場
開設期間：1月5日から12月29日
屋外馬場：4,950m²、砂深15cm
屋内馬場：事務室、指導員室、更衣室、控室、ギャラリー、馬糧庫、厩舎（11頭）、馬洗場、馬場（面積800m²、砂深50cm）
軟式野球場（2面）
開設期間：4月20日から10月20日
面積：18,313m²
グラウンド：2面（内野クレー舗装（5,780m²）、外野芝生舗装（11,342m²）、1面ナイター設備（Aグランド））
その他：バックネット（2ヶ所）、プレイヤーズベンチ（屋根付）
テニスコート
開設期間：4月20日から10月20日
管理棟：事務室、記録室、放送室、更衣室、シャワー室、便所、電気・機械設備室
硬式テニスコート：全天候型砂入人工芝コート8面
軟式テニスコート：全天候型砂入人工芝コート10面
ナイター設備：12面（硬式テニスコート6面、軟式テニスコート6面）
収容人員：6,356人
硬式（固定席836席、芝生席1,400人）、軟式（固定席1,520席、芝生席2,600人）
プール
開設期間：7月1日から8月31日
幼児プール：本体アルミ合金製333m²、深さ0.3～0.4m
25mプール：本体アルミ合金製25×15m（7コース）、深さ1.0～1.2m
50mプール：本体アルミ合金製50×21m（8コース）、深さ1.4～1.6m
設備：濾過方式、循環濾過方式（珪藻土濾過機）、シャワー、体洗槽、水呑洗眼場、温水シャワー
管理棟：事務室、更衣室、便所、機械設備室、倉庫、役員室（50mプール）
洋弓場
開設期間：4月20日から10月20日
面積：3,193m²
的場兼倉庫：標的数12的、178m²
射距離：30m、50m、60m、70m、90m競技用
和弓場（誠心館）
開設期間：1月5日から12月29日
面積：21.00m²（管理棟延べ323.4m²、的場105.3m²）
射場管理棟：事務室、控室、射場（12人射手）、便所（身障者便所）、更衣室、練習室
的場：12人射手用（近的）、距離25m
相撲場
面積：1,400m²
管理棟：事務室、選手控室、更衣室、便所、足洗場
やぐら・土俵：やぐら（神明造64m²）、土俵（49m²）
収容人員：900人（芝生スタンド）
冬季施設
ちびっこスキー場
歩くスキーコース
雪上パークゴルフ場

## 碑・像
- 健康都市宣言記念碑
- スタルヒン像（本田明二作）
- 少年の夢（北村善平作）

スタルヒン像（2007年9月）

## 参考資料
- “旭川市都市公園条例”. 旭川市例規類集.  旭川市. 2016年7月10日閲覧。
- “旭川市都市公園条例施行規則”. 旭川市例規類集.   旭川市. 2016年7月10日閲覧。
- “花咲スポーツ公園” (PDF).   旭川市 (2013年). 2015年9月10日閲覧。